# Audioprothèse
 (janvier 2013).
Pour les articles homonymes, voir Appareil auditif.
L'audioprothèse, appelée familièrement « appareil auditif », a pour objectif de compenser une perte auditive par un appareillage adéquat, et de pouvoir selon les cas pallier les désordres donnés par la surdité dans la capacité d'orientation de la personne, la position du corps dans l'espace et sa trajectoire obtenue. Elle a remplacé le sonotone à entonnoir.
L'appareillage auditif comprend : le choix, l'adaptation, la délivrance, le contrôle d'efficacité immédiate et permanente de la prothèse auditive et l'éducation prothétique du déficient de l'ouïe appareillé.
Pour le soutien de l'audition, la prothèse auditive peut être externe.

Dans certains cas de surdité plus profonde, si cela est possible et que les conséquences de l'intervention acceptables, on peut disposer d'un dispositif implantable :
- prothèse auditive à ancrage osseux (en anglais : Bone Anchored Hearing Aid, BAHA) pour des cas de surdités dites de transmission ou pour des patients souffrant d'otites chroniques. Cette prothèse correspond en fait en un pilier en titane fixé chirurgicalement (sous anesthésie locale le plus souvent) à la corticale externe de la voûte crânienne et sur lequel se fixe un boîtier externe comprenant le microprocesseur et le micro. Les sons captés par le microphone sont transmis, via le pilier en titane ostéo-intégré, par voie osseuse directement aux oreilles internes, shuntant ainsi l'oreille moyenne pathologique[1] ;
- implants d'oreille moyenne indiqués principalement en cas d'insuffisance de résultats ou d'intolérance aux audioprothèses classiques, ces prothèses permettent de réhabiliter des surdités neurosensorielles ou mixtes. La différence fondamentale avec les audioprothèses conventionnelles est la nécessité d'un geste chirurgical permettant de connecter la prothèse directement dans l'oreille moyenne sur les osselets (enclume ou étrier) voire sur les fenêtres ovales ou rondes. Ces prothèses sont soit semi-implantables (micro omnidirectionnel externe) soit totalement implantables ;
- implant cochléaire dans des surdités dites de perception et lorsque l'oreille interne est trop altérée (par exemple à la suite d'une méningite). Afin de corriger les pertes auditive, dans le cas où les aides auditives classique ne sont pas où plus assez efficace. On recours à l'implantation cochléaire. Ce dispositif stimule directement et électriquement le nerf auditif par le biais d'une ou deux électrode(s) insérée dans la cochlée. Autrement dit ce dispositif shunte la voie par laquelle transite le signal sonore.

## Modèles de prothèses auditives
On distingue quatre modèles types : l'intra-auriculaire (CIC), l'intra-conque (ITC), le mini-contour (open-BTE) et le contour d'oreille (BTE). L'aspect, la taille et les fonctionnalités de ces types d'appareils peuvent varier selon plusieurs facteurs (fabricants, modèles, taille du conduit auditif pour les sur-mesures).
- L'intra-auriculaire (CIC - Completely-In-The-Canal - Complètement dans le conduit) est la prothèse auditive la plus discrète, toute l'électronique est contenue dans une coque moulée pour se loger entièrement dans le conduit auditif. Toutefois, il est contre-indiqué dans le cas de surdité supérieure à 50 dB de perte, ou dans le cas de conduits trop étroits.

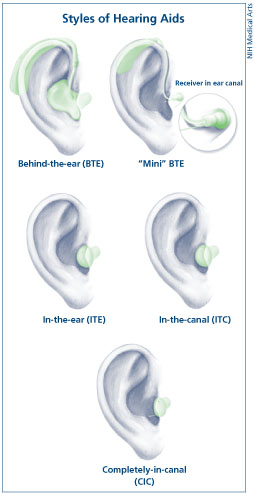
Illustration des différents modèles de prothèses auditifs.

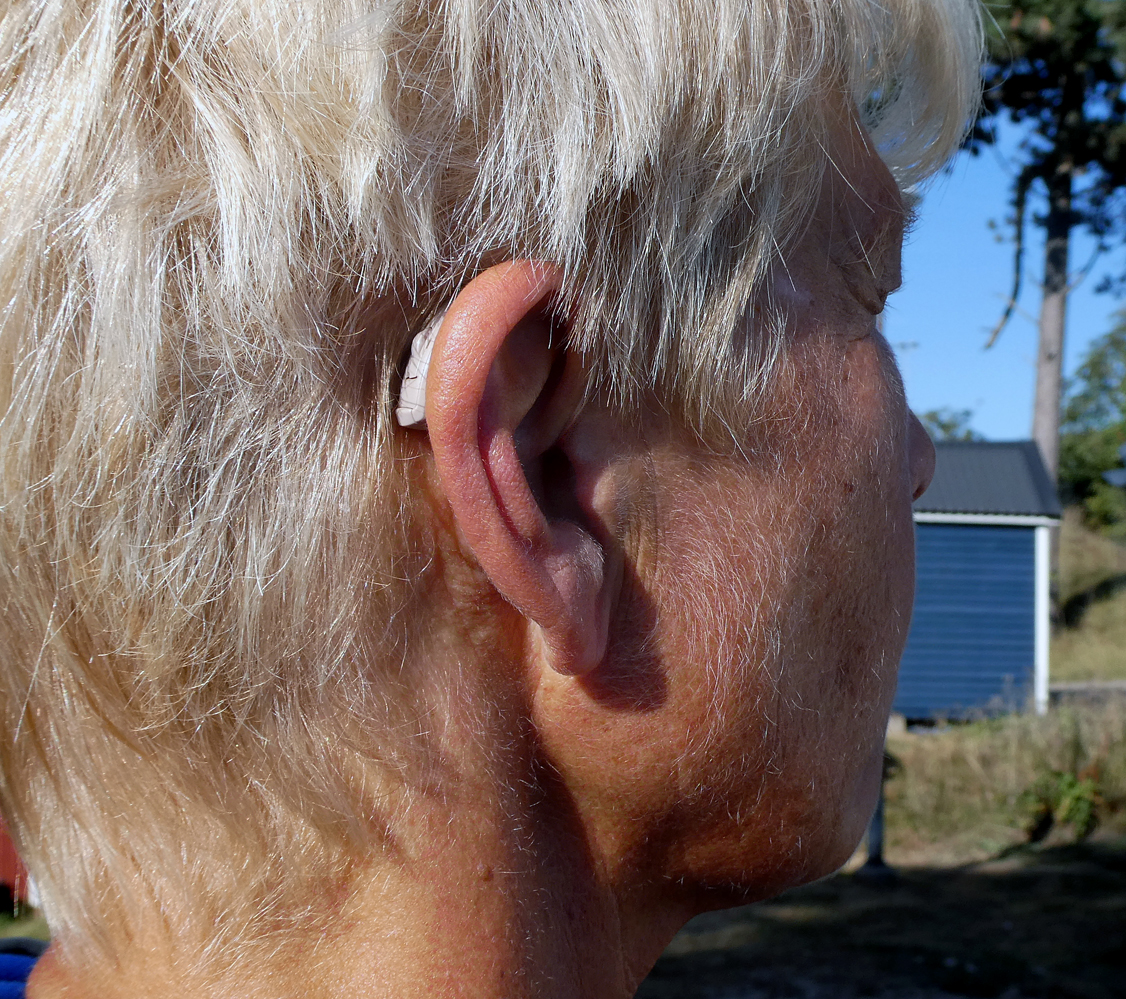
Une aide auditive moderne derrière l'oreille, le tube audio vers le haut-parleur est à peine visible.

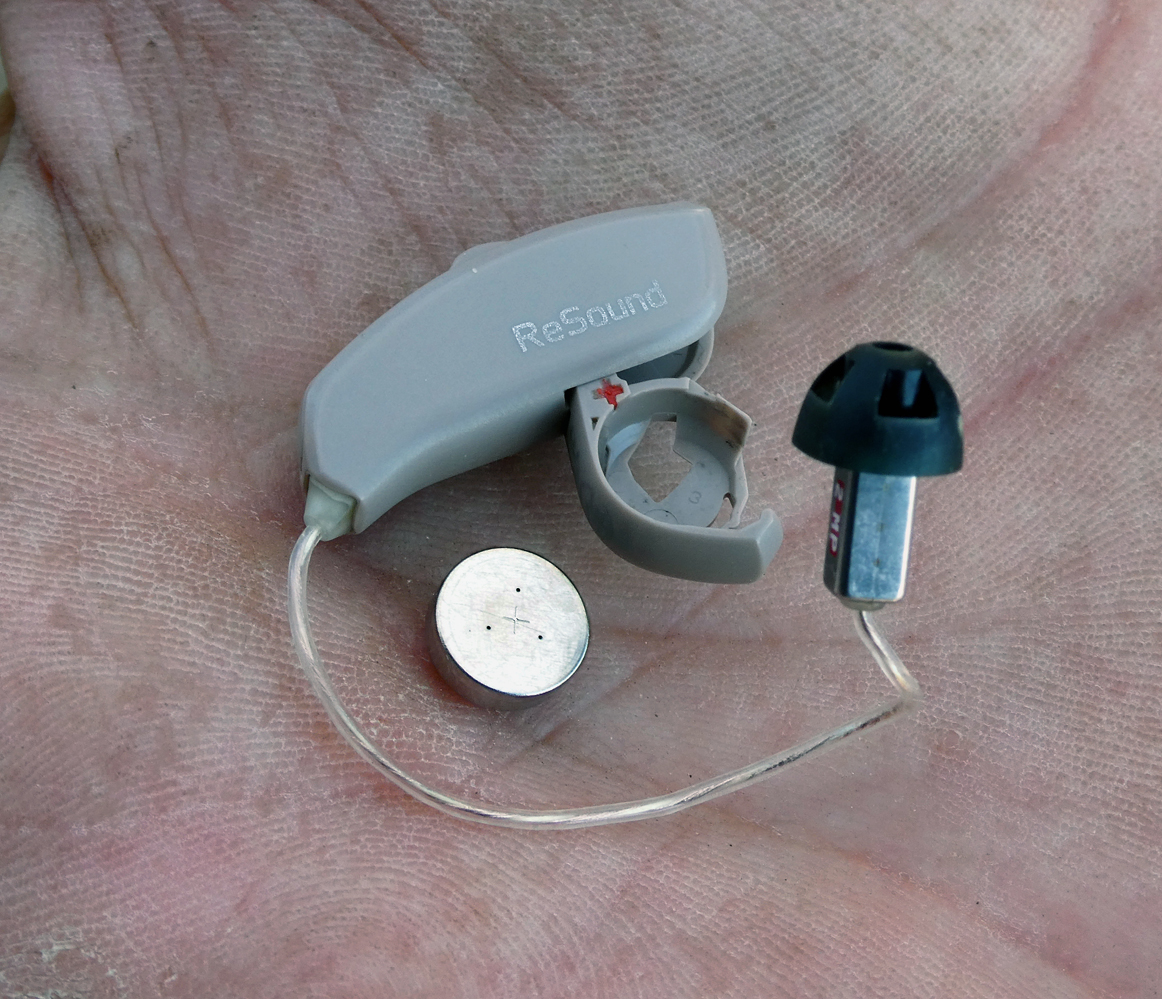
Une aide auditive derrière l'oreille moderne avec une pile minicell.

- L’intra-conque (ITC, In-The-Canal « dans le conduit ») est un peu plus grand que les CIC et déborde largement dans le pavillon de l’oreille en remplissant la conque (la fosse profonde de l'oreille externe, appelée ainsi car ressemblant au coquillage du même nom). Sa plus grande taille facilite sa manipulation et permet d’avoir un sélecteur de programme, un contrôle de volume et une pile plus grande. Cependant il reste moins esthétique que l’intra-auriculaire.
- Le contour d'oreille (BTE, Behind-The-Ear « derrière le pavillon de l'oreille ») est la forme la plus connue, et la plus vendue (de 7 à 8 aides auditives sur 10). On peut distinguer deux parties : le contour et l'embout auriculaire. Le contour est la partie électronique de l'appareil acoustique, elle se place derrière le pavillon. L'embout auriculaire, est un moulage en acryl ou en silicone adapté à la morphologie du conduit auditif. Il permet le maintien pour le contour et la transmission du son dans le conduit. Les deux parties sont reliées grâce à un tube acoustique. À l'heure actuelle, ce modèle reste le plus efficace et le plus fiable.
- Le mini-contour (open-BTE, Behind-The-Ear « derrière le pavillon de l'oreille ») est un modèle apparu en 2004. Le principe est similaire au contour d'oreille. La partie électronique se situe toujours derrière le pavillon, mais sa taille est beaucoup plus réduite, et par conséquent plus discrète. De même, l'embout auriculaire est remplacé soit par une corolle (un dôme en plastique très aéré), soit par un Flexvent (des embouts en acryl très discrets), qui permettent une plus grande aération du conduit auditif. Cette forme convient particulièrement aux surdités légères. Ce modèle a tendance à remplacer de plus en plus les formes intra-auriculaires. Enfin, une nouvelle évolution du mini-contour est apparue, l'écouteur-déporté (RITE, Receiver In The Ear « écouteur dans l'oreille »). Comme son nom l'indique, l'écouteur est positionné directement dans le conduit auditif du patient. Ceci permet d'obtenir un appareil plus discret que les contours mais qui corrige des pertes auditives de plus de 80 dB.

## Fonctionnement

### Composants
La plupart des appareils disposent des composants suivants :

#### Microphone
Le microphone permet de capter les ondes sonores (ou sons) émises dans l'environnement, lesquelles sont converties en signal numérique.

#### Processeurs
Le processeur numérique analyse les signaux sonores analogiques en différents canaux fréquentiels et distingue les différents types de sons (bruits, paroles) pour les amplifier.

#### Amplificateur
L'amplificateur permet de traiter ou amplifier les sons captés par le microphone. Cette amplification doit être ajustée au profil de pertes auditives du patient (voir Ajustement). Elle est le plus souvent non-linéaire de manière à rendre audible les sons faibles (comme la parole) sans que l'écoute de sons forts ne devienne inconfortable.

#### L'écouteur
L'écouteur ou haut-parleur permet de transmettre les signaux sonores ainsi traités.

#### Batterie
La batterie est destinée à alimenter les composants ci-dessus.

## Ajustement
Le cerveau demande une période d'adaptation de plusieurs semaines à l’appareillage des déficients de l’ouïe. L’audioprothésiste est le seul habilité à procéder à l’appareillage des déficients de l’ouïe, à l’adaptation de l’aide auditive et au suivi du patient. Il va régler l'audioprothèse en grande partie selon l’audiogramme (qui ne doit pas être confondu avec l’audiométrie), étant donné que chaque patient est différent, fourni par un médecin ORL.
L'appareillage sera moins efficace si le malentendant a beaucoup de difficultés pour la compréhension de la parole. C'est ce qu'on appelle un manque d'intelligibilité (dans les bruits). C'est pourquoi la prise en charge tardive est d'autant un facteur aggravant. Plus longtemps, on a été sans entendre (ou en entendant mal) plus il sera difficile et long de récupérer un peu de son audition sans oublier le risque de développer une maladie neurodégénérative (maladie d’Alzheimer et risque de sénilité entre autres). Par ailleurs, les personnes qui portent les audioprothèses n'entendent pas les sons naturels, mais artificiels, c'est-à-dire un son électronique et par exemple ne peut apporter à nouveau l'audition fine dans les concerts d'instruments classiques.
Un apprentissage et un suivi sont nécessaires pour les surdités sévères et brutales, notamment pour les personnes déjà totalement sourdes d'une oreille, comme après la pose d'un implant cochléaire. Le cerveau demande une période d'adaptation pour réapprendre les sons, les progrès peuvent être importants durant plusieurs années.
Il faut optimiser les réglages avec l'audioprothésiste, faire travailler au maximum la suppléance mentale avec l'aide d'un orthophoniste qui enseigne aussi la lecture labiale, les progrès peuvent être très importants, ainsi pour les cas les plus critiques, l'implant cochléaire peut être évité. (Voir aussi Acouphène). Tous ces efforts de concentration et de suppléance mentale, pour les cas les plus lourds, peuvent engendrer une grosse dépense d'énergie et beaucoup de fatigue et implique pour le patient d'adhérer pleinement et volontairement au projet de vie (la tendance à moins communiquer par fatigue, à se replier sur soi-même peut parfois aller jusqu'à la dépression).
Il peut falloir de longs mois pour pouvoir à nouveau téléphoner, mais les progrès, notamment grâce à la suppléance mentale, peuvent être extraordinaires.

## Histoire

### Précurseurs
L'écossais Alexander Graham Bell, dont la mère était atteinte de surdité, travaillant sur la conversion des ondes sonores en impulsions électriques pour la réalisation d'aides auditives plus performantes, brevète le premier téléphone en 1876.

### XXesiècle

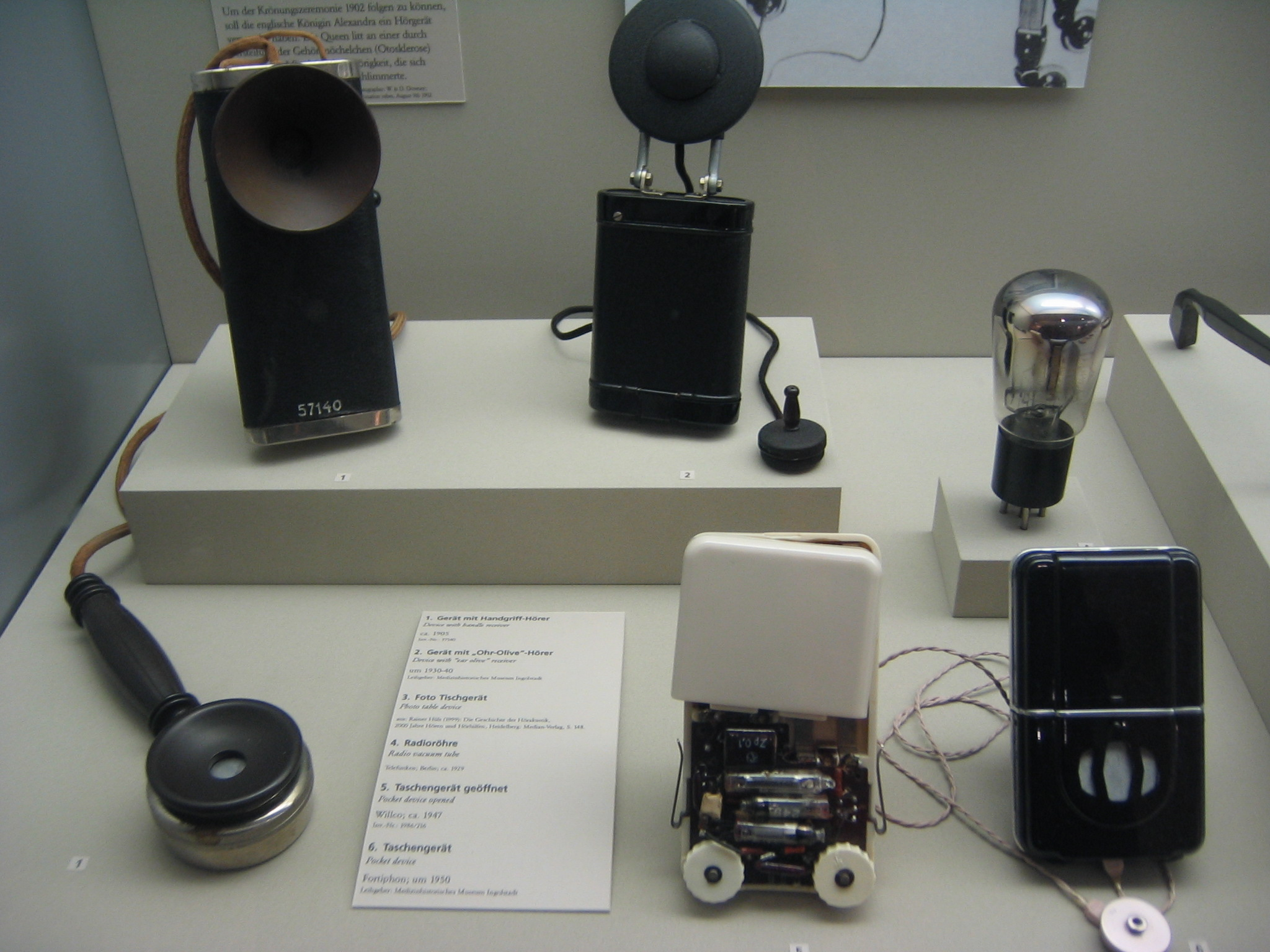
Photos de prothèses auditives datant des années 1920 et 1950. Museum of Medicine, Berlin, Germany.

Le tube électronique, inventé en 1906, est ainsi utilisé pour amplifier le son d’une aide auditive au carbone. Ce premier produit, sera commercialisé sous le nom de Vactuphone.
C'est en 1947, grâce à l'apparition du transistor, qu'on introduit l'électronique dans les prothèses auditives. De nouvelles formes sont créées, comme le contour d'oreille en 1952, les lunettes auditives en 1954, et surtout le premier intra-auriculaire en 1975.
La programmation numérique fait son apparition autour de l’année 1987. Par contre, l'amplification est toujours analogique. Les premiers appareils complètement numériques entrent sur le marché vers 1996.

### Nouvelle génération d’appareil auditif
Depuis quelques années avec l'explosion de la micro-électronique et de l'informatique le monde de l'audioprothèse connaît une évolution sans précédent. Les principaux avantages qui en résultent sont la miniaturisation des dispositifs et une augmentation de leur capacité de calcul. Cette augmentation des capacités de calculs permettent entre autres l'implémentation d'algorithmes de plus en plus performants permettant de rehausser la parole dans les milieux bruyant pour ne citer qu'un exemple.
L'un des principaux fabricants d'appareil auditif, Phonak, a lancé en Suisse le Lyric, marque rachetée par le groupe Sonova. Ce nouvel appareil commercialisé depuis déjà quelques années aux États-Unis, a pour qualité principale sa discrétion puisqu'il se place entièrement dans le conduit auditif. De plus, il se garde 24h/24 7j/7 et la longévité de sa pile zinc-air (non rechargeable) assure une autonomie jusqu'à trois mois. L'appareil est non seulement discret, mais jetable. Puisque vendu sous forme d'abonnement, il nécessite les gestes d'un audioprothésiste pour son remplacement.
Par contre, il ne convient pas à toutes les morphologies. Les personnes ayant un conduit auditif trop étroit ou avec une forme inadaptée ne peuvent pas pour l'instant bénéficier de cette technologie.

## Technologies secondaires

### Connectivité avec des téléphones
La connectivité entre une prothèse auditive et un téléphone est possible par électromagnétisme.
Le signal électro-magnétique du téléphone est transmis par la technologie Bluetooth grâce à l’intermédiaire d’un récepteur puis sera capté par les appareils auditifs. Généralement, il s'agit de la technologie Telecoil. Il existe par ailleurs des prothèses auditives qui se passent d'un intermédiaire récepteur (le LiNX conçu par GN Resound compatible avec un iPhone). Ce type d'appareil, compatible sans intermédiaire avec un iPhone, dispose d'une licence dite MFI (« Made for iPhone »). Présenté au CES 2014, utilisant une connexion Bluetooth 4.0 (basse consommation) et la fréquence de Modèle:Unit2, elles pourront se connecter aussi à l'iPad et iPod touch,. De plus, une application iOS dédiée, ReSound, permettra de modifier certains réglages (pour affiner les aigus ou les graves lors d'un concert par exemple) . L'intérêt de la connectivité permet un signal, via le bluetooth, plus facile pour la compréhension de l'oreille malade. Ajouter à cela la lecture labiale possible dans une communication facetime video et vous obtenez un grand amélioration des communications téléphoniques pour les malentendants 

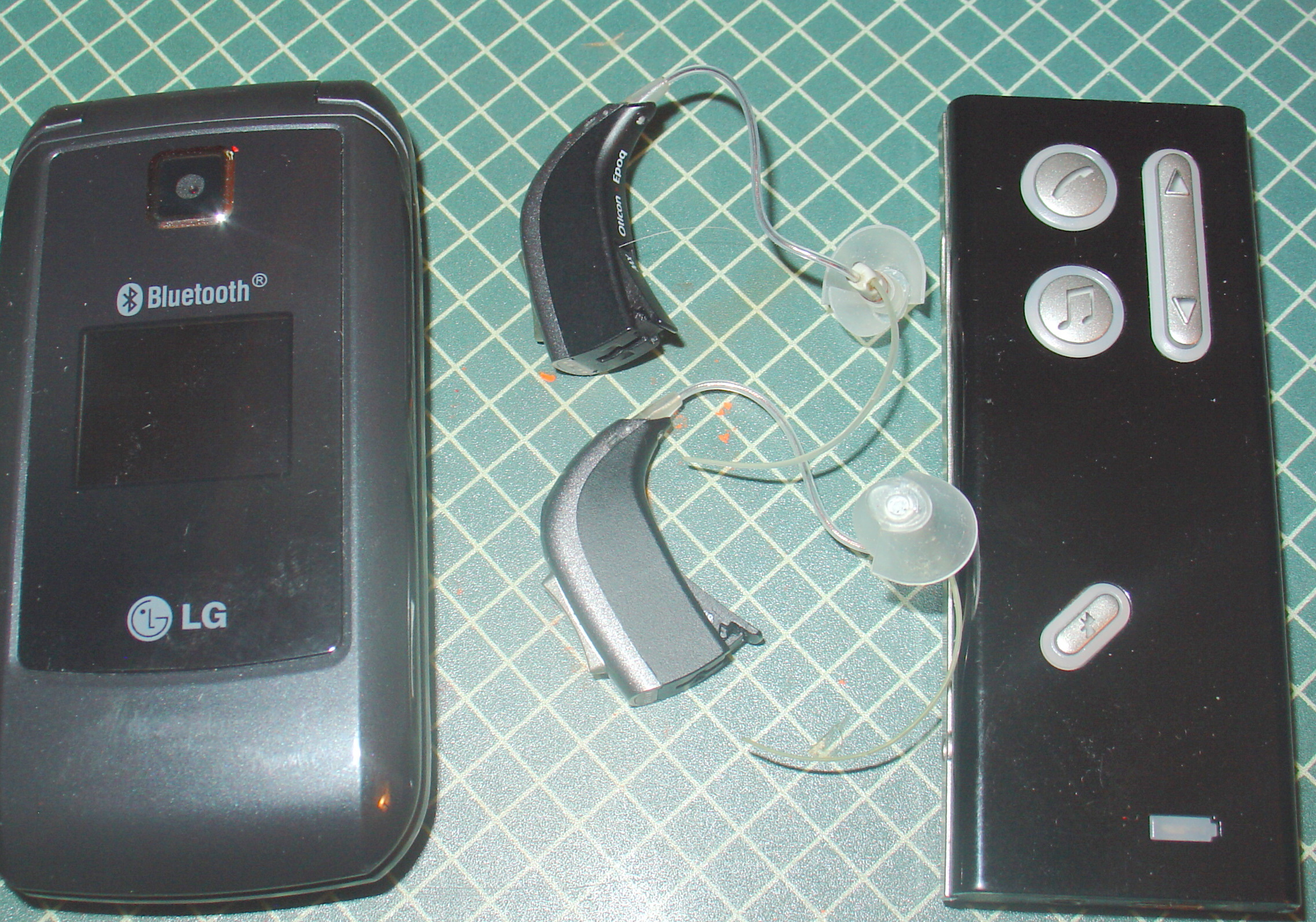
Télécommande Oticon qui utilise Bluetooth wireless.
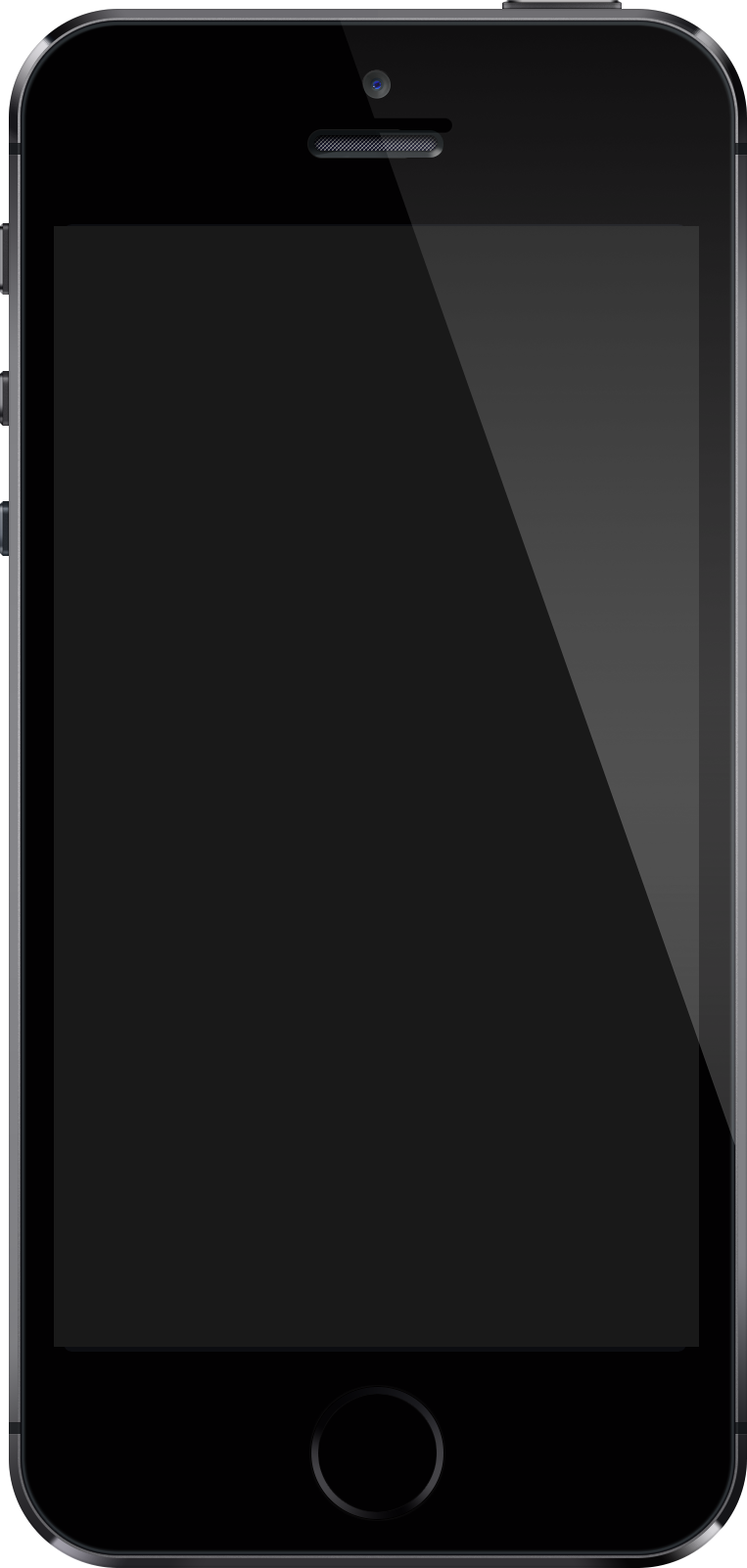
LiNX, première des prothèses auditives à pouvoir se connecter à un téléphone iPhone sans dispositif.

### Connectivité avec d'autres supports

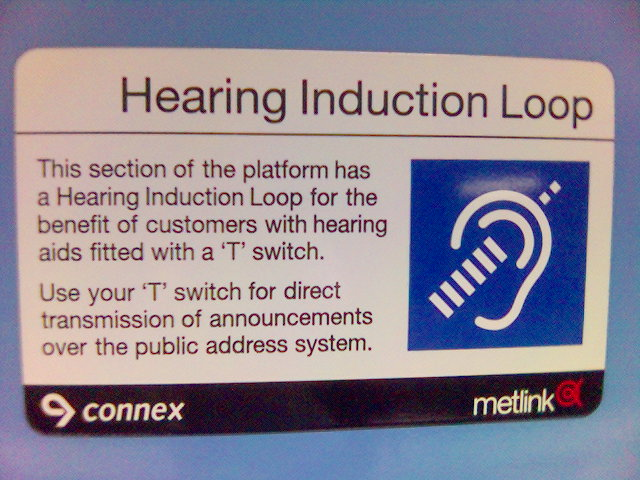
Panneau signalisant la présence d'une boucle auditive.

Grâce à la boucle auditive ou boucle magnétique, découverte en 1947 par Samuel Lybarger, ingénieur à la « Radio Ear Hearing Company » (« compagnie de radio et d'aides auditives »), le son provenant du micro d'un orateur, d'un équipement de sonorisation, d'un poste de télévision ou autre est transmis à l'appareil auditif de la personne qui peut ainsi l'entendre sans être gênée par des éventuels bruits ambiants. Ce système est principalement utilisé dans des lieux publics (salles de conférences, cinémas, tribunaux, églises, guichets, etc.) mais peut également être installé à domicile. Une grande partie des appareils auditifs classiques intègre cette fonction.

### Batteries et piles

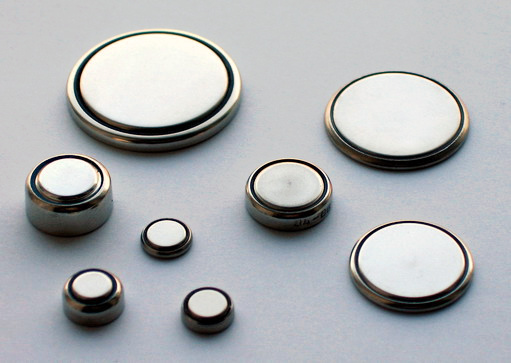
Différents types de piles bouton..

Bien que les nouvelles générations d'appareils auditifs ne fonctionnent pas encore et tous avec des batteries rechargeables ou des piles rechargeables, la majorité des prothèses auditives modernes utilisent l'un des cinq types de piles zinc-air.
Elles sont généralement placées dans l'appareil auditif par l'intermédiaire d'une porte.
Ces piles fonctionnent toutes de 1,35 à 1,45 volt.
Le type de batterie ou de piles dépend souvent du type, du modèle et de la gamme de la prothèse, et de la taille physique admissible dans la prothèse. La durée de vie est aussi déterminée par la puissance du réglage de la prothèse auditive, de la gamme de la pile ou de la batterie, ainsi que la date de fabrication. La durée de vie moyenne varie entre 1 et 14 jours (en supposant 16 heures actives).
Les piles souvent fabriquées en zinc-air nécessitent la circulation de l’air pour fonctionner (permettant aux saletés et à l’humidité d’entrer dans le dispositif). L’environnement dans lequel est utilisé l’appareil auditif joue un rôle très important dans la durée de vie (humidité, température, altitude).
| Type/ Couleur code | Dimensions (diamètre × hauteur) | Type ou forme de prothèse             | Normes standard            | Autres noms |
| ------------------ | ------------------------------- | ------------------------------------- | -------------------------- | --- |
| 675                | 11,6 mm × 5,4 mm                | Contour d'oreille, Implant cochléaire | IEC : PR44 ; ANSI : 7003ZD | 675, 675A, 675AE, 675AP, 675CA, 675CP, 675HP, 675HPX, 675 Implant Plus, 675P (HP), 675PA, 675SA, 675SP, A675, A675P, AC675, AC675E, AC675E/EZ, AC675EZ, AC-675E, AP675, B675PA, B6754, B900PA, C675, DA675, DA675H, DA675H/N, DA675N, DA675X, H675AE, L675ZA, ME9Z, P675, P675i+, PR44, PR44P, PR675, PR675H, PR675P, PR-675PA, PZ675, PZA675, R675ZA, S675A, V675, V675A, V675AT, VT675, XL675, Z675PX, ZA675, ZA675HP |
| 13                 | 7,9 mm × 5,4 mm                 | Contour d'oreille                     | IEC : PR48 ; ANSI : 7000ZD | 13, 13A, 13AE, 13AP, 13HP, 13HPX, 13P, 13PA, 13SA, 13ZA, A13, AC13, AC13E, AC13E/EZ, AC13EZ, AC-13E, AP13, B13BA, B0134, B26PA, CP48, DA13, DA13H, DA13H/N, DA13N, DA13X, E13E, L13ZA, ME8Z, P13, PR13, PR13H,PR-13PA, PZ13, PZA13, R13ZA, S13A, V13A, VT13, V13AT, W13ZA, XL13, ZA13 |
| 312                | 7,9 mm × 3,6 mm                 | Mini-contour d'oreille, RIC, ITC      | IEC : PR41 ; ANSI : 7002ZD | 312, 312A, 312AE, 312AP, 312HP, 312HPX, 312P, 312PA, 312SA, 312ZA, AC312, AC312E, AC312E/EZ, AC312EZ, AC-312E, AP312, B312BA, B3124, B347PA, CP41, DA312, DA312H, DA312H/N, DA312N, DA312X, E312E, H312AE, L312ZA, ME7Z, P312, PR312, PR312H, PR-312PA, PZ312, PZA312, R312ZA, S312A, V312A, V312AT, VT312, W312ZA, XL312, ZA312                                                                                        |
| 10                 | 5,8 mm × 3,6 mm                 | CIC, RIC                              | IEC : PR70 ; ANSI : 7005ZD | 10, 10A, 10AE, 10AP, 10DS, 10HP, 10HPX, 10SA, 10UP, 20PA, 230, 230E, 230EZ, 230HPX, AC10, AC10EZ, AC10/230, AC10/230E, AC10/230EZ, AC230, AC230E, AC230E/EZ, AC230EZ, AC-230E, AP10, B0104, B20BA, B20PA, CP35, DA10, DA10H, DA10H/N, DA10N, DA230, DA230/10, L10ZA, ME10Z, P10, PR10, PR10H, PR230H, PR536, PR-10PA,PR-230PA, PZA230, R10ZA, S10A, V10, VT10, V10AT, V10HP, V230AT, W10ZA, XL10, ZA10                  |
| 5                  | 5,8 mm × 2,1 mm                 | CIC                                   | IEC : PR63 ; ANSI : 7012ZD | 5A, 5AE, 5HPX, 5SA, AC5, AC5E, AP5, B7PA, CP63, CP521, L5ZA, ME5Z, P5, PR5H, PR-5PA, PR521, R5ZA, S5A, V5AT, VT5, XL5, ZA5 |

Il existe différents fabricants ou de marque de piles électriques, tels Rayovac, Duracell, Earpower, Powerone, etc.
Certaines piles auditives sont sans plomb et ni mercure (métal considéré comme polluant l’environnement) dits « vertes » et respectant l'environnement. Elles fonctionnent sur le même principe que les piles classiques. Des tests auraient montré que cette dernière génération de pile sans mercure permet une durée de vie de 21 % plus longue que celle des piles classiques.
Dans les dix prochaines années, les nouvelles générations d'appareils auditifs fonctionneront avec des batteries rechargeables et non plus avec des piles, voire avec des capteurs qui s'alimentent de la chaleur du corps humain,.

## Démographie
Selon l'OMS, 460 millions de personnes dans le monde souffrent de déficience auditive incapacitante, soit plus de 5 % de la population mondiale (perte d’audition supérieure à 40 dB dans la meilleure oreille chez l’adulte et à 30 dB dans la meilleure oreille chez l’enfant). Soit également 328 millions d’adultes et 32 millions d’enfants. Selon l'institut britannique de Recherche à l'audition, le nombre total de personnes souffrant d'une déficience auditive dépassera les 700 millions de personnes d'ici à 2015 et 900 millions de personnes d'ici à 2025 (perte d’audition supérieure à 25 dB).
C’est en Asie du Sud-Est, dans la région Asie-Pacifique et en Afrique subsaharienne que la prévalence des pertes auditives handicapantes est la plus élevée. En Europe, plus de 80 millions d'européens déficients auditifs (soit environ 11 % à 12 % de la population européenne). La France compte cinq millions de personnes déficientes auditifs, soit environ 8 % de la population.
Les pertes auditives qu'elle induit sont très variables d'un individu à l'autre. Enfin, une différence marquée existerait entre hommes et femmes dans l'évolution des seuils d'audition avec l'âge (hommes plus fortement touchés, en termes de niveau de pertes). Cette différence selon le genre ou au sexe, tout comme la différence de l'espérance de vie, pourrait dépendre de facteurs socioprofessionnels et d'usages liés au sexe ou au genre (alcool, tabac, caféine). Elle reste la cause la plus fréquente de perte d'audition.
Selon une enquête de l'Union nationale des syndicats d'audioprothésistes français (UNSAF) de 2006, 10 % des Français de plus de 15 ans déclarent souffrir de mal-audition, soit 5,1 millions de malentendants. Seulement 17 % des malentendants déclarent porter un appareil sur une ou deux oreilles. Et 80 % des personnes appareillées sont satisfaites de leur appareil et communiquent mieux.
L'âge moyen des personnes malentendantes lors de leur premier appareillage est de 72 ans selon les données épidémiologiques du Fabricant Amplifon. Plusieurs freins d'ordre psychologique et sociaux qui perdurent : la peur du handicap et de la stigmatisation (validisme), le refus de vieillir et une méfiance vis-à-vis de l'efficacité des aides auditives.
Avec le vieillissement de la population ou l'environnement sonore les besoins augmentent rapidement. Si le vieillissement de la population est en partie responsable de cette situation, l'exposition au bruit et l'utilisation croissante de musiques et de concerts multiplient les risques chez les plus jeunes.

## Aides complémentaires
Il existe un grand nombre d'aides dont l'objectif est d'améliorer les possibilités pour mieux entendre.

### Lectures labiales
La lecture labiale permet aux malentendants de comprendre un interlocuteur oralisant, mais ne lui permet pas de percevoir l’intégralité du message. On estime que 30 % seulement du message est « lu » sur les lèvres, le reste étant interprété par la personne malentendante suivant le contexte (suppléance mentale), ce qui donne souvent lieu à des malentendus. Par exemple, certains sons se ressemblent énormément sur les lèvres comme baba, papa et maman. Des phonèmes sont invisibles sur les lèvres comme le /r/ et le /k/ et sont donc difficiles à percevoir.

### Langues des signes
Les langues des signes sont des langues visuelles et gestuelles, et non sonores comme les autres langues. Elles peuvent aussi pallier la déficience auditive.
De même, le français signé utilise les signes de la langue (LSF ou LSQ, lesquelles possèdent leur propre syntaxe) tout en conservant la syntaxe de la langue française. Ce sont surtout les sourds oralisés qui ont le français comme langue maternelle qui l’utilisent sans se référer à la « culture sourde ».

### Hygiène et alimentation
Des traitements nutritionnels existent pour limiter la baisse d’audition. Des supplémentations quotidiennes en bêta-carotène, en vitamine C, en vitamine E et en magnésium peuvent dans certains cas et certaines déficiences auditives limiter la perte auditive. L’utilisation des vitamines (B9, B1, B5), la quercétine, le ginkgo biloba (sans alcool) et l’acide alpha-lipoïque protègerait également les pertes auditives par l’exposition au bruit.[réf. nécessaire]

### Thérapies cellulaires
Chez l'humain, les cellules ciliées ne se régénèrent pas spontanément. La recherche a mis en évidence un certain nombre de facteurs de croissance capables de stimuler la division cellulaire des cellules ciliées existantes, ce qui pourrait mener à des thérapies génétiques contre la surdité et les troubles de l'équilibre. Selon John Brigande, ORL à la faculté des sciences de Portland dans l’Oregon, il est désormais possible de produire des cellules ciliées dans la cochlée des souris cobayes.[réf. nécessaire]

## Financement et économie

### Remboursement et reste à charge
En France, avant l'année 2019 le principal problème de l'appareillage auditif était lié au coût et à la faible prise en charge par la sécurité sociale : il fallait compter entre 1 400 € et 4 000 € pour un appareillage numérique des deux oreilles, comprenant le suivi prothétique effectué par l'audioprothésiste pendant toute la durée de vie de l'appareil (5-6 ans).
Depuis le 1er janvier 2021 les audioprothésistes doivent obligatoirement disposer d'une gamme d’aides auditives remboursées à 100 %, identifiées sous la dénomination « Classe 1 », dont le prix est plafonné à 950 €. Dans ce cas le coût des appareils est intégralement pris en charge par la Sécurité sociale (240 €) et les complémentaires santé pour le reste. La loi impose aux audioprothésistes de présenter un devis détaillé de cette offre, dite 100 % santé, même quand le client choisit des aides auditives plus coûteuses.   
D'après le ministère, il ne s'agit pas du tout d'appareils au rabais mais d'un « large choix d’aides auditives de qualité et ergonomiques »: contour d’oreille classique, contour à écouteur déporté, intra-auriculaire - 12 canaux de réglage - amplification possible d'au moins 30 dB - au moins 3 des options suivantes : système anti-acouphène, connectivité sans fil bluetooth, réducteur de bruit du vent, synchronisation binaurale, directivité microphonique adaptative, bande passante élargie ≥ 6 000 Hz, fonction apprentissage de sonie, dispositif anti-réverbération - 30 jours minimum d’essai de l’aide auditive avant achat - prestations de suivi (au moins deux fois par an) pour adapter le réglage de l’appareil. La durée de garantie et la durée minimale avant un renouvellement de la prise en charge par l’assurance maladie obligatoire et complémentaire sont fixées à 4 ans.
En Suisse, le prix des appareillages est fixé par l'OFAS (Office Fédéral des Assurances Sociales). La Suisse possède deux systèmes de subvention pour les personnes malentendantes. Le premier concerne les personnes en situation de retraite (AVS : Alters- und Hinterlassenenversicherung). Le deuxième concerne les personnes malentendantes qui sont en activité tout en possédant une assurance invalidité (Invalidenversicherung). Par dérogation pour les enfants et les jeunes, le financement de l’appareil auditif est couvert une fois tous les six ans. Le prix comprend le coût de la prothèse acoustique et un forfait d'adaptation qui correspond aux diverses prestations dont le patient bénéficiera durant la durée de vie de ses aides auditives : réglages, nettoyages, conseils, etc.
Aux États-Unis, les personnes qui souhaitent s’équiper payent eux-mêmes pour la plupart du temps, étant donné que les États-Unis ont un système de sécurité sociale publique très limité et que les compagnies d’assurance ne couvrent la plupart du temps pas les coûts qui sont liés à la déficience auditive et donc l’achat d’appareils auditifs.

### Coût de production et prix de vente
Les audioprothèses coûtent 50 € en matières premières et sont vendues en moyenne jusqu'à 1 600 € et 3 000 € par appareil selon les gammes en France. Selon l'étude de Financière de la Cité, une très large majorité de ces appareils seraient fabriqués en Asie. « La phase de fabrication d'un appareil ne reviendrait qu'à 450 €. »
Dans le prix de vente, l'accompagnement des patients joue un rôle important dans la différence entre le coût de production et le prix final des appareils auditifs. La marge est de 80 %, créée lors de la phase de distribution, soit des marges de 800 à 1 000 € par appareil. Les professionnels expliquent leurs prix par l'accompagnement des patients. « Les audioprothésistes passent de 10 à 15 heures avec leurs patients tout au long de la durée de vie de leur prothèse, de cinq à sept ans en moyenne. » La marge nette des cabinets d'audition ne dépassait pas 10 % en 2011. Contrairement à l'optique, les marges dans l'audioprothèse semblent difficiles à diminuer.
En bulletin officiel de la concurrence, de la consommation et de la répression des fraudes paru en mars 2000 démontrait qu'en France, les prix des appareils sont plus faibles que dans la plupart des pays industrialisés, mais que leur prise en charge par les organismes sociaux n’est pas à la hauteur des besoins. Par rapport et avis publié en 2000, le Conseil national de la consommation (CNC) préconise un découplage du coût des prestations des audioprothésistes du coût de l'appareil.
Mise en cause ensuite par la Cour des comptes et la DGCCRF, le principal syndicat des audioprothésistes, l'UNSAF, pourrait négocier un prix fixe entre 800 et 1 500 € par appareil. Selon Benoît Hamon, ministre délégué à l'Économie sociale et solidaire, « s’équiper en prothèses auditives, c’est très cher [...] par rapport « aux coûts réels des différents intervenants ». Pour le syndicat national des audioprothésistes, avec le soutien du Syndicat national des ORL, le problème n'est pas le prix des appareils mais le fait que les prothèses auditives ne sont pas bien prises en charge par la Sécurité sociale contrairement à d'autres pays européens.
Toutefois, « la demande est relativement inélastique au prix, car les appareils auditifs sont perçus comme des biens de nécessité ». D’après l’enquête JNA 2009, « l’image des appareils auditifs en France », les principaux freins à l’appareillage relevaient : du tabou (frein psychologique), de l’esthétisme, de l’image sociale et d’une méconnaissance du métier des audioprothésistes.

### Ventes
Le marché de l'audition en France représente 800 millions de chiffre d’affaires par an. En France, près de 500 000 appareils auditifs sont vendus chaque année selon les chiffres du Syndicat National de l'industrie des technologies médicales. Depuis 2002, l’année de l’amélioration de la prise en charge des appareils pour les adultes, l’aide auditive est ainsi nette progression : de 290 090 en 2002 à 500 000 aides auditives vendues en 2011. Pour le marché américain, la Hearing Industry Association a chiffré des ventes pour l’année 2013 de l'ordre de 3 millions de prothèses auditives vendues.
Le marché de la distribution en France se caractérise par une forte présence d'audioprothésistes indépendants (37 %) du marché, ou des coopératives d’audioprothésistes (27 %) et autres (10 %). Deux enseignes principales se partagent le reste du marché. Il s’agit du français Audika (14 %) et de l’italien Amplifon (12 %) .

### Revues spécialisées
Audio-Infos est une revue spécialisée dans l'audioprothèse et le monde des professionnels de l'audition, éditée par l'éditeur Parresia (auparavant EDP Santé). Elle a été créée en 1991  et publie 9 numéros par an, ainsi que 3 hors-séries, diffusés dans plusieurs pays :  France, Espagne, Allemagne, Grande-Bretagne, Italie. Un abonnement existe pour accéder à la revue en mode numérique, et aux archives. En France, cette revue est associée à une autre revue destinée plus particulièrement aux médecins ORL, avec  4 numéros par an :Audiology infos. La revue est également associée à un site grand public d'informations sur les aides auditives et les questions d'audition : www.audition-infos.org. Le site de la revue est www.audioinfos365.
« Les Cahiers de l’Audition » est une revue du Collège National d’Audioprothèse, organisation associative créée en 1995 qui se veut une organisation de référence de la profession d’audioprothésiste.